# R.O.O.T.S.
R.O.O.T.S. (acronimo per Route of Overcoming the Struggle) il secondo album del rapper statunitense Flo Rida.

## Tracce
1. Finally Here - 4.03
2. Jump feat. Nelly Furtado - 3.29
3. Gotta Get It (Dancer) - 4.44
4. Shone feat.Pleasure P - 4.24
5. Right Round feat. Ke$ha - 3.23
6. R.O.O.T.S. - 3.45
7. Be on You feat. Ne-Yo - 4.04
8. Mind on My Money - 3.31
9. Available feat. Akon - 4.24
10. Touch Me - 3.10
11. Never - 4.21
12. Sugar feat. Wynter Gordon - 4.12
13. Rewind feat. Wyclef Jean - 4.29

## Singoli
- "Right Round" è stato pubblicato come singolo principale dell'album, ed è presto diventato il secondo singolo di Florida a posizionarsi alla numero 1. Pubblicata il 25 gennaio 2009, la canzone debuttò alla numero 58 della Billboard Hot 100 il 18 febbraio 2009. La canzone ha venduto la cifra record di 636,000 copie digitali solo nella prima settimana,[4] rompendo il record che FloRida stesso aveva segnato con la hit "Low".[5][6] La canzone balzò alla numero 1 della Billboard Hot 100 e della Billboard Pop 100. Nella seconda settimana, segnò altri 460,000 downloads, toccando la cifra di un milione di downloads a pagamento in solo due settimane e diventando così il più veloce singolo di sempre a vendere un milione di copie negli Stati Uniti. È rimasto in vetta alla US Hot 100 per oltre un mese.[7]
- "Shone", fu programmato per essere il secondo singolo estratto dall'album, ma si decise di pubblicarlo come traccia promozionale il 24 febbraio 2009; raggiunse la numero 57 della Billboard Hot 100.[8]
- "Sugar" è il secondo singolo di "R.O.O.T.S.". Fu pubblicato in digitale e come CD singolo il 17 di marzo. Nella sua prima settimana debuttò alla numero 25 della Billboard Hot 100, divenendo il miglior debutto di Flo Rida, e raggiungendo poi la numero 17.[senza fonte]
- "Jump" è il terzo singolo dell'album. Nasce dalla collaborazione con la cantante portoghese Nelly Furtado e fu pubblicato in Gran Bretagna nel luglio 2009.[9]
- "Be on You" è stato il quarto singolo dell'album, pubblicato il 6 ottobre 2009, e vede la collaborazione con il cantante statunitense Ne-Yo. Quando l'album è stato pubblicato il singolo debuttò alla numero 90 nella classifica US in quanto diventò la canzone preferita dei fans: riuscì a raggiungere la numero 19 negli Stati Uniti e la numero 51 nel Regno Unito. Titolo e ritornello fanno riferimento al film del 2004 Anchorman, di Will Ferrell, in particolare alla scena in cui Ron Burgundy dice al personaggio di Christina Applegate: "I wanna say something. I'm gonna put it out there; if you like it, you can take it, if you don't, send it right back. I want to be on you.".

## Altre Canzoni
Un'altra canzone che è entrata in classifica è Available, con Akon. Quando fu pubblicato l'album, Available debuttò alla numero 89 in Canada. Flo Rida ha recentemente girato un video per questa canzone visibile sul suo sito, come su YouTube ed altri siti simili.

## Critica
Le prime critiche furono generalmente positive. Su Metacritic l'album ha un indice di gradimento di 62/100, dividendosi quasi equamente tra recensioni positive e negative.